# Spektraldifferenz
Das Wort Spektraldifferenz gehört zur Akustik und zum menschlichen Richtungshören.
Mit Hilfe der von beiden Ohren wahrgenommenen Signale ist man in der Lage zu erkennen, aus welcher Richtung und aus welcher Entfernung ein Schallereignis eintrifft. Der Höreindruck wird nach Laufzeitdifferenz, Pegeldifferenz (Lautstärkedifferenz) und Spektraldifferenz ausgewertet.
Einige Tonverantwortliche glauben, dass sich Stereoaufnahmen für Lautsprecher (Lautsprecher-Stereofonie) verbessern lassen, indem man Mikrofonsysteme mit zwei Mikrofonen verwendet, die kopfähnliche Signale mit frequenzabhängigen Pegeldifferenzen (Spektraldifferenzen) durch Trennkörper erzeugen. Vergessen wird dabei, dass die falschen Klangfarbenunterschiede von beiden Lautsprechern im Stereodreieck "unnatürlich" auf beide Ohren (4 Wege) abgestrahlt werden, und dass die Ohren des Hörers durch die Ohrmuscheln und die Beugung um den Kopf erst die richtigen eigenen Spektraldifferenzen selber bilden, als spezielle menscheigene frequenzabhängige Pegeldifferenzen.

Die Pegeldifferenz oder der Pegelunterschied des Schalldrucks an den Ohren ist stark frequenzabhängig (Spektraldifferenz) und weist große Unterschiede von Mensch zu Mensch auf. So wie es nur einmalige Fingerabdrücke gibt (finger prints), so wird im Englischen auch das Wort ear prints verwendet, um damit die menschlichen Unterschiede beim Hören aufzuzeigen. 
Die künstlich erzeugte frequenzabhängige Pegeldifferenz (Spektraldifferenz) stört das Richtungsempfinden und auch die durch Überlagerung der Klangfarbendifferenzen (Klangfarbenunterschiede) entstehenden Kammfiltereffekte sind hörbar.
Ohrsignale: Beim natürlichen Hören einer Schallquelle aus der 30°-Richtung findet man eine interaurale frequenzabhängige Pegeldifferenz von ILD = 4,2 bis 6 dB (Spektraldifferenz) oder eine interaurale Laufzeitdifferenz von ITD = 0,25 bis 0,31 ms. 
Was ist unter Spektraldifferenz zu verstehen?
Mikrofonsysteme mit Trennkörpern jeglicher Art, auch Kunstköpfe mit oder ohne Ohrmuscheln oder bei AB-Stereofonie nicht parallel zeigende Mikrofone erzeugen als System zwischen den beiden Kanälen Spektraldifferenzen, das sind frequenzabhängige Pegeldifferenzen, die mit der Frequenz zunehmen. Diese spektralen Unterschiede stellt der eigene Kopf mit seinem Ohrsystem beim natürlichen Hören selbst her. Die Annahme, dass bei der Lautsprecher-Stereofonie deshalb auch Spektraldifferenzen benötigt werden, ist nicht richtig. Spektraldifferenzen in den Stereo-Lautsprechersignalen führen zu Verfärbungen des Klanges.
Beim Stereohören im Stereodreieck werden die Orte der Phantomschallquellen auf der Lautsprecherbasis durch die Hörereignisrichtung als Auslenkung in Prozent aus der Mitte (Center) lokalisiert und angegeben. Frequenzneutrale Pegeldifferenzen und Laufzeitdifferenzen führen durch Summenlokalisation zu verschiebbaren Phantomschallquellen. Bei der Lautsprecherstereofonie sind frequenzabhängige Pegeldifferenzen zu vermeiden, das sind Spektraldifferenzen, weil diese zu Klangverfärbungen bei seitlichen Schalleinfallsrichtungen führen.
Es ist keine genaue Aussage darüber möglich, wann Spektraldifferenzen als Klangverfärbung zu hören sind. Die Toleranzgrenzen sind von Person zu Person recht unterschiedlich. Ob eine Klangfärbung noch tolerabel, schädlich oder sogar ein gewünschter Effekt ist, liegt im Empfinden des Hörers.